# 다중 계정

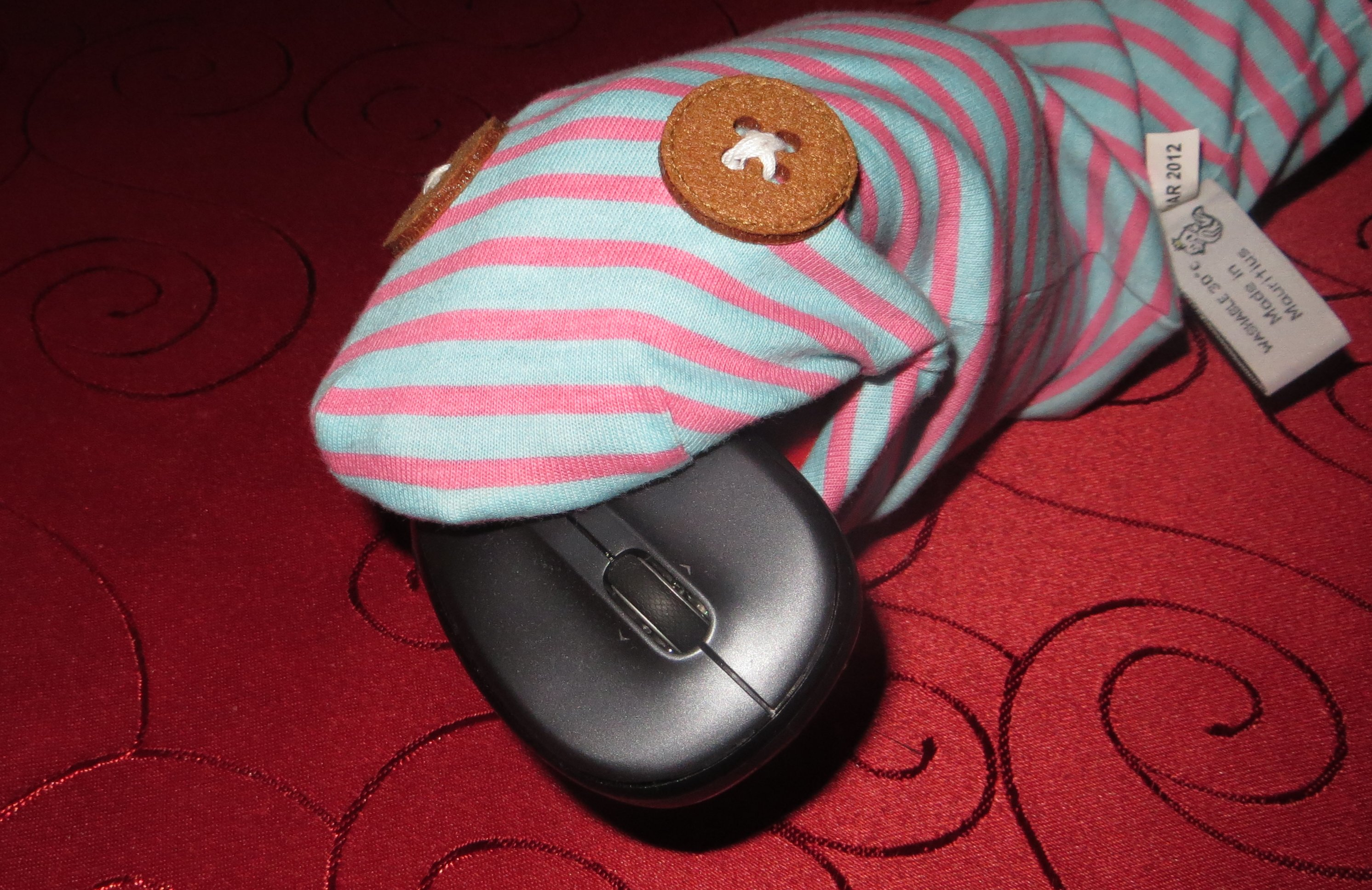
다중계정의 영단어 'sockpuppet'은 '양말인형', '꼭두각시'의 의미가 존재한다. 사진의 모습은 양말인형의 모습이다.

다중 계정(sockpuppet)은 하나의 인터넷 커뮤니티에서 한 사람이 사용자들에게 각각 다른 여러 사람인 것처럼 속이기 위해 활동하는 여러 개의 계정을 가리켜 부르는 말이다.

## 다중 계정의 용도
- 논쟁이 벌어졌을 때 자신의 의견을 지지해주는 제 3자가 있는 것처럼 남들을 속이고, 여론조작의 의도로 활용된다
- 해당 커뮤니티에서 자신이 구축해 온 가상 인격을 깨뜨리고 싶지 않지만, 고의적으로 분란을 일으키고 싶을 때 활용된다.
- 커뮤니티 내에서 투표가 있을 경우 그 표를 더 늘리기 위해 활용된다.

## 다중 계정의 생성
일부 커뮤니티들은 다중 계정 악용을 막기 위해 중복 가입을 제한하고 있기 때문에 다중 계정의 생성 방법은 해당 커뮤니티가 어떤 방법을 통해 중복 가입을 막으려 하는지에 따라 달라진다.
- 해당 커뮤니티가 전자 우편 인증을 요구하는 경우 전자 우편 계정을 따로 만든 뒤 인증을 한다.
- 대한민국에서 해당 커뮤니티가 회원가입시 주민등록번호를 확인을 통해 중복 가입을 제한하는 경우, 다른 사람의 명의를 도용하거나 임의로 적은 주민등록번호의 뒷자리의 '확인 숫자'를 무차별 대입하여(흔히 말하는 '주민등록번호 생성기' 사용) 다중 계정을 만들 수 있다.

## 다중 계정의 적발
다중 계정 사용자의 활동을 막기 위해 무작정 계정을 두 개 이상 만드는 행위를 차단할 경우, 비밀번호를 잊어버리는 등 사용자의 사정으로 재가입을 하고자 해도 가입이 차단되기 때문에 사용자 권리를 침해하는 결과를 낳을 수 있으므로 커뮤니티의 구성원들은 나름대로 다양한 방법을 사용해 다중 계정 사용자를 적발하려 한다. 기본적으로 맹목적인 특정인 옹호가 지속될 경우 해당 계정을 특정인의 다중 계정로 의심하게 된다. 하지만 이 방법은 선의의 피해자를 낳을 우려가 상존한다. 그 외 말버릇이나 문체 따위에서의 공통점을 지적하는 경우도 있지만 객관적이지 못하다.
비교적 효과적인 방법은 IP 주소의 대조를 통한 것이다. IP 주소는 인터넷에 연결된 컴퓨터들끼리 서로를 구분하는데 사용되는데, 전체 인터넷 상에서 이 주소는 유일하다. 때문에 여러 개의 다중 계정으로 글을 올렸다 하더라도 컴퓨터가 같다면 IP 주소는 같게 되며, 이를 통해 해당 ID의 실제 사용자가 모두 같은 사람이라는 것을 추측할 수 있다. 그래서 많은 인터넷 게시판은 게시글 및 댓글에 글을 전송한 컴퓨터의 IP 주소를 전부, 또는 일부 명시한다.
하지만 이 방법은 공개 프록시를 사용하면 해당 프록시 서버의 IP 주소가 남기 때문에 사용자의 IP 주소를 알 수 없다. 또한 일부 인터넷 서비스의 경우 인터넷에 연결할 때마다 IP 주소가 바뀌므로 공개 프록시로 접속하여 글을 남기는 행위를 차단하고, 같은 컴퓨터임을 확인할 수 있는 쿠키를 남기는 것이 효과적인 방법이다.

## 같이 보기
- 위키백과:다중 계정
- 트롤